# Одизор, Ндука
Нду́ка Эммануэль «Дюк» Оди́зор (англ. Nduka Emmanuel 'The Duke' Odizor; р. 9 августа 1958, Лагос) — нигерийский профессиональный теннисист. Победитель восьми турниров Гран-при и АТР в одиночном и парном разрядах, игрок сборной Нигерии в Кубке Дэвиса и на Олимпийских играх 1988 года.

## Общая информация
Ндука Одизор родился и вырос в Нигерии. В 15 лет с ним познакомился преподававший в университете Лагоса профессор Роберт Рен из США, который финансировал его переезд в Техас и учёбу в частной школе. Ндука окончил в 1981 году Хьюстонский университет по классу маркетинга и, выступая в годы учёбы за университетские сборные по теннису и лёгкой атлетике, был в этом году признан «спортсменом года».
После окончания игровой карьеры Одизор основал ряд компаний, в том числе строительную корпорацию, выполняющую заказы в Африке, рекламное агентство и теннисный клуб. Он является активистом благотворительной организации «Теннис для Африки» со штаб-квартирой в Италии, которая спонсирует не только развитие спорта, но и строительство больниц и детских домов на Африканском континенте. Одизор постоянно проживает в Техасе с женой Карен и сыном Николасом.

## Спортивная карьера
В детстве Ндука Одизор подавал мячи игрокам в лагосском теннисном клубе Икои, членами в котором были в основном богатые выходцы из Великобритании. Позже мальчик и сам начал заниматься теннисом, в 12 лет появившись на открытом уроке, который давали выступавшие в Нигерии американцы Артур Эш и Стэн Смит с деревянной ракеткой, вырезанной из доски. Позже, когда профессор Рен, впечатлившись способностями молодого африканца, спонсировал его учёбу в США, мастерство Одизора быстро прогрессировало. Во время учёбы в университете он трижды (в 1978, 1980 и 1981 годах) включался в символическую любительскую сборную США, а в 1981 году дошёл до полуфинала чемпионата NCAA в одиночном и парном разрядах и был назван «спортсменом года» Хьюстонского университета.
Уже в 1981 году Одизор побывал в полуфиналах турниров Гран-при в Норт-Конвее (Нью-Гэмпшир) и Женеве в парном разряде. В первом случае его партнёром был американец Дэвид Доулен, успешное сотрудничество с которым продолжалось и в следующие годы. В ноябре в Бенине (Нигерия) Одизор вышел в первый за карьеру финал турнира класса «челленджер» в одиночном разряде. В апреле 1982 года он выиграл турнир этого класса в Токио, в том числе победив в полуфинале 16-летнего Пэта Кэша — будущую звезду австралийского тенниса. До конца сезона к числу обыгранных соперников добавились ещё два будущих игрока первой десятки мирового тенниса Джохан Крик и Якоб Хласек. В парном разряде Одизор выиграл один «челленджер» и дважды добирался до полуфиналов в турнирах Гран-при.
1983 год стал самым удачным в карьере нигерийца. За сезон он выиграл три турнира Гран-при — два в парном и один в одиночном разряде, а также пробился в четвертьфинал Открытого чемпионата США и третий круг Открытого чемпионата Австралии в мужских парах. Большинство этих успехов в парном разряде были достигнуты с Доуленом, с которым Ндука ещё дважды доходил до полуфиналов. В одиночном разряде, помимо победы на турнире Гран-при в Тайбэе, Одизор также играл в полуфинале в Монтеррее и дошёл до четвёртого круга на Уимблдоне, обыграв в первом круге пятую ракетку мира Гильермо Виласа; в этом матче Вилас вёл 2:0 по сетам и имел матч-бол, но африканский теннисист сумел переломить ход игры и победить. В июне следующего года он вышел в полуфинал турнира Гран-при в Бристоле, подобравшись вплотную к Top-50 мирового рейтинга в одиночном разряде, а в паре с Доуленом четыре раза за год играл в финалах турниров Гран-при, выиграв два из них и в августе поднявшись в рейтинге в парном разряде до двадцатого места. Ещё два финала они сыграл в следующем сезоне, завоевав ещё один титул — четвёртый за время совместных выступлений и пятый за парную карьеру Одизора.
В 1986 году сборная Нигерии после долгого отсутствия вернулась в Кубок Дэвиса. Одизор был немедленно приглашён в её ряды и помог ей одержать победы в трёх матчах подряд против африканских и европейских соперников. Он выиграл все девять своих встреч в этих матчах — шесть в одиночном и три в парном разряде. Его индивидуальная карьера, однако, начала давать сбои, и в августе он выбыл из числа ста сильнейших игроков мира в парном разряде. В одиночном разряде ему удалось сохранить место в первой сотне за счёт успешной игры в «челленджерах» (три победы и одно поражение в финалах), но в более престижных турнирах он не проходил дальше третьего круга. Балансирование на грани вылета из числа ста сильнейших в одиночно разряде продолжалось до ноября 1987 года, хотя в этом сезоне Одизор как раз успешней выступал в Гран-при, дойдя до полуфинала в Аделаиде после победы над 35-й ракеткой мира Рамешем Кришнаном, а в лондонском турнире Queen’s Club обыграв занимавшего 21-ю строчку в рейтинге Слободана Живоиновича. На Открытом чемпионате США он победил во втором круге только начинающего профессиональную карьеру Майкла Чанга — до того, как тот выиграет Открытый чемпионат Франции, оставалось ещё около двух лет.
В феврале 1988 года после более чем двухлетнего перерыва Одизор добрался до девятого за карьеру финала турнира Гран-при в парном разряде. Позже он принял участие в первом после полувекового перерыва Олимпийском теннисном турнире в Сеуле, но там проиграл в первом же круге и в одиночном разряде, и в паре с Тони Ммо. Ближе всего к прежним успехам он подошёл в 1990 году, когда выиграл два турнира нового профессионального АТР-тура и к октябрю поднялся до 63-го места в рейтинге в парном разряде. Он продолжал профессиональные выступления до конца 1992 года, в августе в Сеговии (Испания) добравшись с аргентинцем Роберто Саадом до последнего в карьере финала «челленджера». Весной 1993 года он в последний раз выступил за сборную Нигерии в Кубке Дэвиса, принеся ей одно очко в проигранном матче со сборной Румынии. В общей сложности он провёл за нигерийскую команду 33 встречи в 11 матчах, выиграв 20 из них (в том числе 15 в одиночном разряде).

## Участие в финалах турниров Гран-при и АТР за карьеру (12)

### Одиночный разряд (1)
Победа (1)
| Дата          | Турнир                       | Покрытие | Соперник в финале | Счёт в финале |
| ------------- | ---------------------------- | -------- | ----------------- | ------------- |
| 7 ноября 1983 | Тайбэй, Китайская Республика | Ковёр    | Скотт Дэвис       | 6-4, 3-6, 6-4 |

### Парный разряд (11)

#### Победы (7)
| №  | Дата             | Турнир                           | Покрытие | Партнёр             | Соперники в финале            | Счёт в финале |
| -- | ---------------- | -------------------------------- | -------- | ------------------- | ----------------------------- | ------------- |
| 1. | 28 февраля 1983  | Монтеррей, Мексика               | Грунт    | Дэвид Доулен        | Джон Садри Энди Эндрюс        | 3-6, 6-3, 6-4 |
| 2. | 12 сентября 1983 | Даллас, США                      | Хард     | Ван Винитски        | Стив Дентон Шервуд Стюарт     | 6-3, 7-5      |
| 3. | 6 мая 1984       | Нью-Йорк, США                    | Грунт    | Дэвид Доулен        | Дэвид Пейт Эрни Фернандес     | 7-6, 7-5      |
| 4. | 8 октября 1984   | Открытый чемпионат Японии, Токио | Хард     | Дэвид Доулен        | Марк Диксон Стив Мейстер      | 6-7, 6-4, 6-3 |
| 5. | 9 декабря 1985   | Сидней, Австралия                | Трава    | Дэвид Доулен        | Бродерик Дайк Уолли Мазур     | 6-4, 7-6      |
| 6. | 1 января 1990    | Аделаида, Австралия              | Хард     | Эндрю Касл          | Александр Мронц Михил Схаперс | 7-6, 6-2      |
| 7. | 8 октября 1990   | Тель-Авив, Израиль               | Хард     | Кристо ван Ренсбург | Ронни Ботман Рикард Берг      | 6-3, 6-4      |

#### Поражения (4)
| №  | Дата            | Турнир                   | Покрытие | Партнёр      | Соперники в финале           | Счёт в финале |
| -- | --------------- | ------------------------ | -------- | ------------ | ---------------------------- | ------------- |
| 1. | 26 марта 1984   | Бока-Ратон, Флорида, США | Хард     | Дэвид Доулен | Шервуд Стюарт Марк Эдмондсон | 6-4, 1-6, 4-6 |
| 2. | 2 апреля 1984   | Хьюстон, США             | Грунт    | Дэвид Доулен | Пэт Кэш Пол Макнами          | 5-7, 6-4, 3-6 |
| 3. | 21 октября 1985 | Мельбурн, Австралия      | Ковёр    | Дэвид Доулен | Брэд Дрюэтт Мэтт Митчелл     | 6-4, 6-7, 4-6 |
| 4. | 22 февраля 1988 | Мец, Франция             | Ковёр    | Рилл Бакстер | Ярослав Навратил Том Нейссен | 2-6, 7-6, 6-7 |